# Ivo Škrabalo
Ivo Škrabalo (Sombor, 19. veljače 1934. – Zagreb, 18. rujna 2011.) bio je hrvatski filmski redatelj, scenarist, filmski publicist i povjesničar filma te političar. Najvažniji dio njegova opusa rad je na povijesti hrvatske kinematografije, o kojoj je objavio četiri knjige, među kojima i kapitalnu povijesnu knjigu 101 godina filma u Hrvatskoj (1998.). Mlađi je brat Zdenka Škrabala, bivšeg ministra vanjskih poslova RH.

## Životopis
Ivo Škrabalo se rodio 1934. godine u Somboru, od oca Mata Škrabala, suca i povjerenika Hrvatskog radiše za cijelu Vojvodinu, rodom s Pelješca, i bačkoj hrvatske plemenitašice iz obitelji Vidaković (od grane Kajtinih iz Lemeša) Jelene Huške Vidaković.
Osnovno i srednje školovanje je imao u rodnom gradu, nakon čega seli u Zagreb, gdje studira na Pravnom fakultetu, gdje je diplomirao i magistirao međunarodno pravo (na temu Bangladeša). Studirao je na zagrebačkoj Akademiji dramske umjetnosti, gdje diplomira filmsku režiju.
Bio je dramaturg u zagrebačkim filmskim kućama. Režirao je nekoliko kratkometražnih filmova, a među ostalima i dokumentarni film Slamarke divojke. Od 1986. bio je honorarni suradnik Akademije dramske umjetnosti kao predavač kolegija iz scenarija te povijesti hrvatskoga filma; od 1992. u statusu izvanrednog profesora.
Autor je više djela na temu filma, a autor je i članaka u Filmskoj enciklopediji. Njegovo je kapitalno ostvarenje Između publike i države: povijest hrvatske kinematografije 1896-1980 (1984.), koja je doživjela javnu osudu partijskih krugova zbog isticanja posebnosti hrvatske kinematografije odvojeno od jugoslavenske, čak su ju smatrali nacionalističkom subverzijom. Samo djelo prvi sintetizirani povijesni prikaz hrvatskog filma, najznačajniji do dana današnjeg. Veliki značaj te knjige je u tome što je naglasio jednu stariju povijesnu dimenziju hrvatske kinematografije, hrvatsku filmsku povijest prije Drugog svjetskog rata koja je širim krugovima bila nepoznanicom, što je sve proturječilo ideološkoj dogmi kako je kinematografija u Hrvatskoj počela sa socijalističkom Jugoslavijom.
Prošireno i standardno izdanje knjiga je doživjela 1998. pod naslovom 101 godina filma u Hrvatskoj 1896-1997.: pregled povijesti hrvatske kinematografije, dok je 2008. Škrabalo priredio skraćeno i ažurirano izdanje pod naslovom Hrvatska filmska povijest ukratko (1896-2006). U knjizi Dvanaest filmskih portreta (2006.) izabrao je svoje eseje o hrvatskim filmskim umjetnicima.
Škrabalo je inicijator Dana hrvatskog filma, osnivanja Hrvatskog filmskog ljetopisa, kojemu je dao i naslov, a 1991. – 1993. bio je direktor Festivala igranog filma u Puli. Godine 1993. – 1995. bio je predsjednik Hrvatskog društva filmskih kritičara. Godine 1971., tijekom Hrvatskog proljeća, bio je urednik filmske rubrike u Hrvatskom tjedniku.
Politički se aktivirao 1990-ih, gdje je u više mandata ušao u hrvatski Sabor kao zastupnik HSLS-a (liberalne stranke) i LIBRA-e. Za vrijeme Domovinskog rata je u vladi narodnog jedinstva neko vrijeme bio doministrom kulture za međunarodnu suradnju. U ožujku 1996. Predsjednik Franjo Tuđman odbio je potvrditi njegov izbor za gradonačelnika Zagreba. Bio je zastupnik u dva mandata Hrvatskog sabora, 1992. – 1995. i 2000. – 2003.
Bio je potpredsjednik liberalne, demokratske i reformatorske grupe u Parlamentarnoj skupštini Vijeća Europe.
Protagonist je dokumentarnog filma Branka Ištvančića Od zrna do slike.

## Filmografija
- "Ponedjeljak ili utorak" kao kolega sa sastanka (1966.)

## Nagrade
- za scenarij i tekst filma Živuće fotografije – slike iz prošlosti filma u Hrvatskoj na Festivalu u Beogradu 1983.